# Ocean's 8
Ocean's 8 is een Amerikaanse komische kraakfilm uit 2018, geregisseerd door Gary Ross. In de hoofdrollen zijn onder meer Sandra Bullock, Cate Blanchett, Rihanna en Anne Hathaway te zien. De film borduurt voort op de eerdere Ocean's-trilogie, maar dan met een bende vrouwelijke misdadigers. De regisseur van die films, Steven Soderbergh, is producent van Ocean's 8. Matt Damon en Carl Reiner komen weer voorbij als hun personages uit de eerdere films.

## Verhaal
Debbie Ocean (Sandra Bullock) is de zus van Danny Ocean, de bendeleider uit de trilogie. Geïnspireerd door zijn kraken besluit ze te proberen een grote roof te plegen tijdens het Met Gala, een jaarlijks benefietgala in New York. Onder haar helpers zijn haar vriendin Lou (Cate Blanchett) en het technisch genie Nine Ball (Rihanna).

## Rolverdeling
| Acteur               | Personage      | Opmerkingen                       |
| -------------------- | -------------- | --------------------------------- |
| Sandra Bullock       | Debbie Ocean   | bendeleidster                     |
| Cate Blanchett       | Lou            | Debbies partner-in-crime          |
| Rihanna              | Nine Ball      | handlangster                      |
| Sarah Paulson        | Tammy          | handlangster                      |
| Awkwafina            | Constance      | handlangster                      |
| Mindy Kaling         | Amita          | handlangster                      |
| Helena Bonham Carter | Rose           | handlangster                      |
| Anne Hathaway        | Daphne Kluger  | doelwit                           |
| Richard Armitage     | Claude Becker  |                                   |
| James Corden         | John Frazier   | de verzekeringsfraude-onderzoeker |
| Dakota Fanning       | Penelope Stern |                                   |
| Matt Damon           | Linus Caldwell |                                   |
| Carl Reiner          | Saul Bloom     |                                   |

## Release en ontvangst
Ocean's 8 ging op 5 juni 2018 in wereldpremière in de Alice Tully Hall in Upper West Side, Manhattan, New York. De film kreeg overwegend positieve kritieken van de filmcritici met een score van 67% op Rotten Tomatoes, gebaseerd op 255 beoordelingen.